# Liste zwischenstaatlicher Organisationen

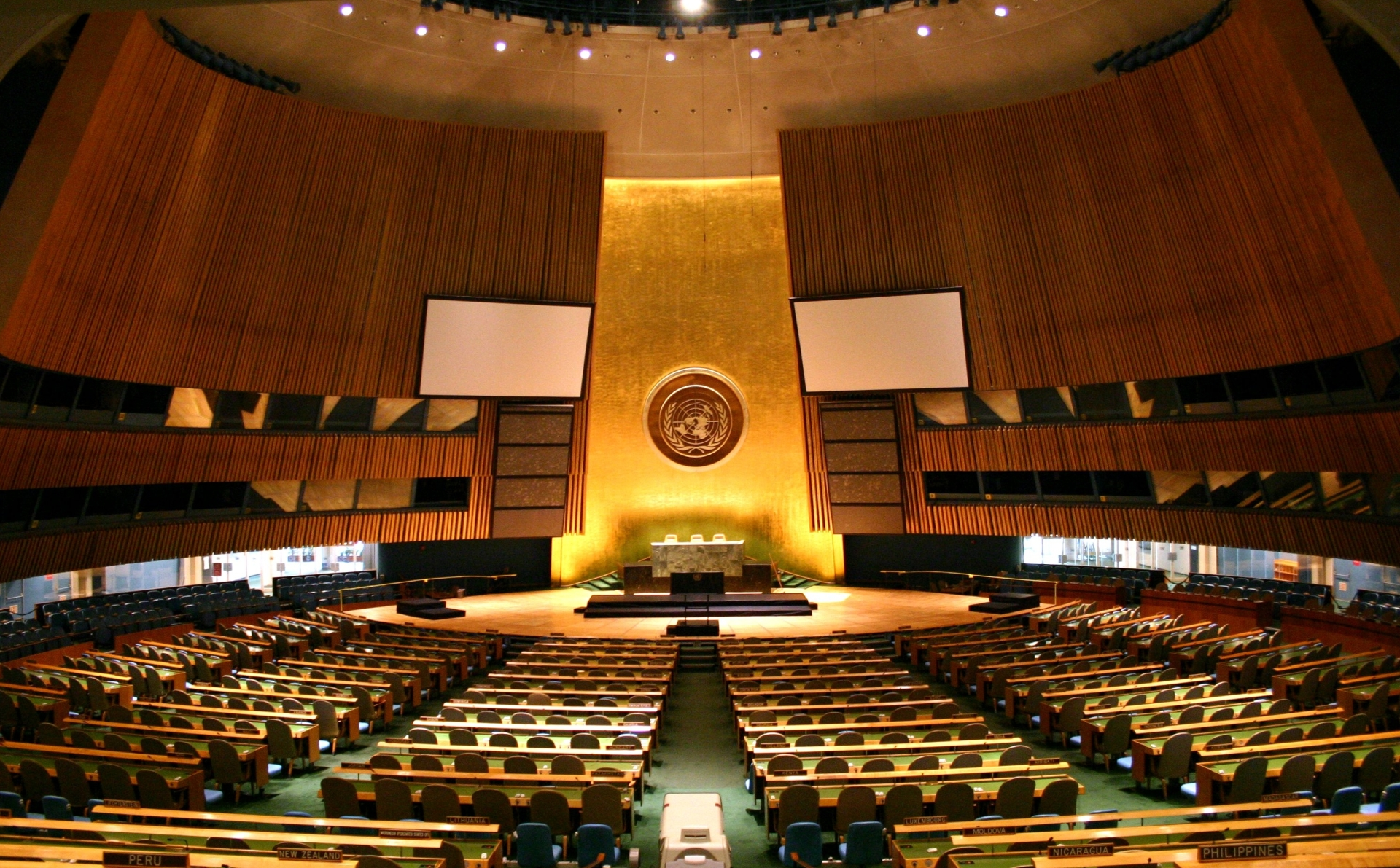
Generalversammlung der UNO

Die Liste zwischenstaatlicher Organisationen bildet eine Auflistung bedeutender internationaler völkerrechtlicher Organisationen bzw. intergouvernmentaler Organisationen (IGOs). Darunter fallen Organisationen, die von den Staaten gemeinsam gegründet wurden und solche, die als völkerrechtliche internationalen Organisationen, auf Grundlage eines völkerrechtlichen Vertrags zwischen den Staaten als Rechtsperson selbst entstanden sind und einen völkerrechtlich eigenständigen Status haben (Völkerrechtssubjekte), wie die Vereinten Nationen (UNO) oder die Welthandelsorganisation (WTO). In der Liste nicht enthalten sind internationale Nichtregierungsorganisationen (INGOs). Ein wissenschaftlicher Datensatz über internationale Organisationen aus dem Jahr 2020 zählte 561 zwischenstaatliche Organisationen zwischen 1815 und 2015; mehr als ein Drittel dieser IGOs wurde inzwischen aufgelöst und bestehen damit nicht mehr.
Die zwischenstaatlichen Organisationen sind nach Funktion oder Region gegliedert. Während manche zwischenstaatliche Organisationen global und politikfeldspezifisch ausgerichtet sind (z.B die Internationale Fernmeldeunion) sind andere auf bestimmte Weltregionen beschränkt und versuchen z. B. regionale Zusammenarbeit und Integration zu fördern (z.B der Mercosur oder ASEAN). Einige zwischenstaatliche Organisation verbinden auch funktionale Spezifizierung mit einer regionalen Ausrichtung (z. B. Europäische Organisation zur Sicherung der Luftfahrt). Einige Organisationen sind deshalb unter verschiedenen Kategorien gelistet.

## Regionale Organisationen

Mitglieder in Europäischen Organisationen (Stand: April 2024)

Eulerdiagramm der Mitgliedschaften in europäischen Organisationen

### Europa
- Alpenkonferenz
- Benelux
- Britisch-irischer Rat (BIC)
- Bukarest Neun
- Central European Initiative (CEI)
- Drei-Meere-Initiative (TSI)
- Energy Community
- Eiroforum
  - Europäische Organisation für Kernforschung (CERN)
  - Europäische Südsternwarte (ESO)
  - Europäische Weltraumorganisation (ESA)
  - Europäisches Laboratorium für Molekularbiologie (EMBL)
  - European Synchrotron Radiation Facility (ESRF)
  - European x-ray free electron laser (European XFEL)
  - EUROfusion
  - Institut Laue-Langevin (ILL)
- EUREKA
- Europarat (CoE)
- Europäische Organisation zur Sicherung der Luftfahrt (EUROCONTROL)
- Europäische Patentorganisation (EPO)
- Europäische Politische Gemeinschaft (EPG)
- Europäische Union (EU)
  - Europäischer Gerichtshof
  - Europäische Kommission
  - Europäisches Parlament
  - Europäischer Rat
  - Europäischer Rechnungshof
  - Europäische Zentralbank
  - Rat der Europäischen Union
- Europäisches Zentrum für mittelfristige Wettervorhersage (EZMW)
- European Cooperation in Science and Technology (COST)
- European Organisation for the Exploitation of Meteorological Satellites (EUMETSAT)
- Helsinki-Kommission (HELCOM)
- Internationale Kommission für das Zivilstandswesen (CIEC)
- Lubliner Dreieck
- Nordic-Baltic Eight (NB8)
- Nordischer Rat
- Northern Dimension Partnership in Public Health and Social Well-being (NDPHS)
- Organisation Conjointe de Coopération en Matière d’Armement (OCCAR)
- Ostseerat (CBSS)
- Südosteuropäischer Kooperationsprozeß (SEECP)
- Versammlung der Regionen Europas (AER)
- Visegrád-Gruppe
- Westnordischer Rat
- Zentralkommission für die Rheinschifffahrt

Eulerdiagramm der Afrikanischen internationalen Organisationen

### Afrika
- African Organisation for Standardisation (ARSO)
- Afrikanische Union (AU)
- Conseil de l’Entente
- Entwicklungsgemeinschaft des südlichen Afrika (SADC)
- G5 Sahel
- Gemeinsamer Markt für das Östliche und Südliche Afrika (COMESA)
- Gemeinschaft der Sahel-Sahara-Staaten (CEN-SAD)
- Intergovernmental Authority on Development (IGAD)
- International Conference on the Great Lakes Region (ICGLR)
- Mano River Union (MNU)
- Niger Basin Authority (NBA)
- Ostafrikanische Gemeinschaft (EAC)
- Tschadseebecken-Kommission (LCBC)
- Union des Arabischen Maghreb (UAM)
- Westafrikanische Wirtschaftsgemeinschaft (ECOWAS)
- Wirtschaftsgemeinschaft der Länder der Großen Seen (CEPGL)
- Zentralafrikanische Wirtschaftsgemeinschaft (ECCAS)

Eulerdiagramm der Amerikanischen internationalen Organisationen

### Amerika
- Andengemeinschaft
- Association of Caribbean States (ACS)
- Bolivarianische Allianz für Amerika (ALBA)
- Forum für den Fortschritt und die Integration Südamerikas (PROSUR)
- Gemeinschaft der Lateinamerikanischen und Karibischen Staaten (CELAC)
- Karibische Gemeinschaft (CARICOM)
- Lateinamerikanische Integrationsvereinigung (ALADI)
- Mercosur
- Organisation Amerikanischer Staaten (OAS)
- Organisation Ostkaribischer Staaten  (OECS)
- Pazifische Allianz
- Rio-Gruppe
- Union Südamerikanischer Nationen (UNASUR)
- Zentralamerikanischer gemeinsamer Markt (MCCA)
- Zentralamerikanisches Integrationssystem (SICA)
- Zentralamerikanisches Parlament (PARLACEN)

Eulerdiagramm der Mitgliedschaften in asiatischen Organisationen

### Asien
- Asia Cooperation Dialogue (ACD)
- Bay of Bengal Initiative for Multi-Sectoral Technical and Economic Cooperation (BIMSTEC)
- East Asia Summit (EAS)
- Golf-Kooperationsrat (GCC)
- International Network for Bamboo and Rattan (INBAR)
- Mekong–Ganga Cooperation (MGC)
- Mekong River Commission (MRC)
- Partnerships in Environmental Management for the Seas of East Asia (PEMSEA)
- Südasiatische Vereinigung für regionale Kooperation (SAARC)
- Trilateral Cooperation Secretariat (TCS)
- Verband Südostasiatischer Nationen (ASEAN)

Verschiedene regionale Organisationen

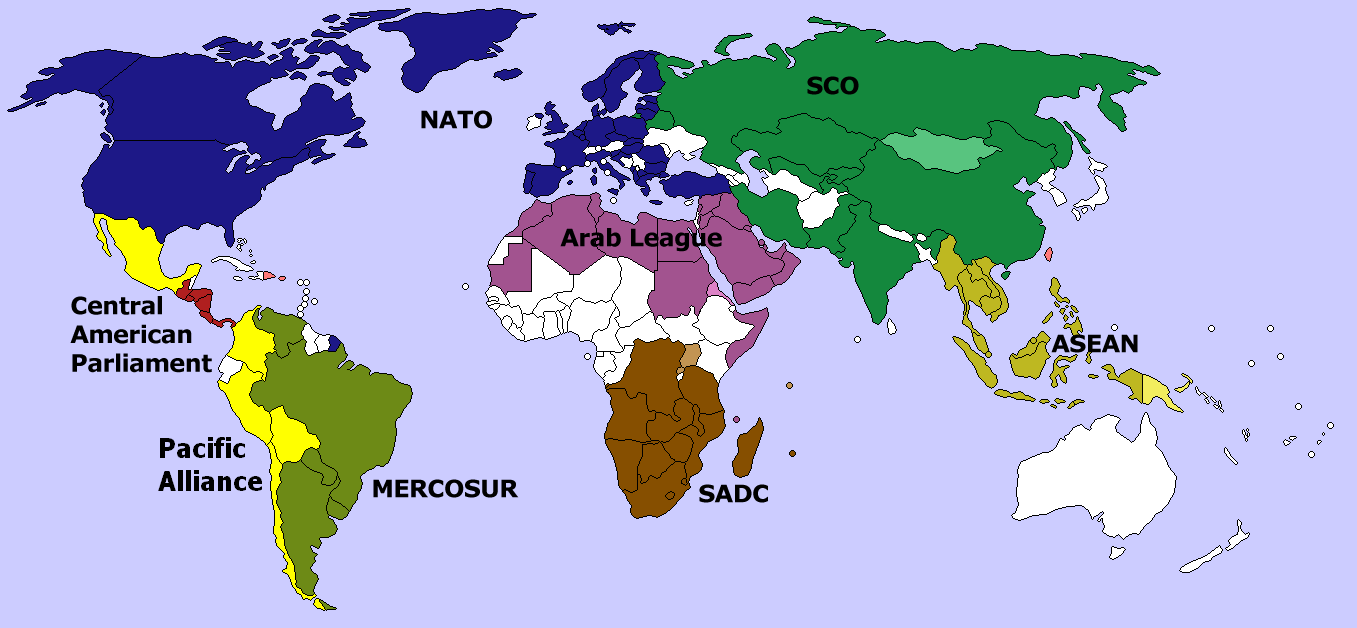
Verschiedene regionale Organisationen (mit alternativer Einteilung)

### Transkontinental

#### Eurasien
- Asia-Europe Meeting (ASEM)
- Conference on Interaction and Confidence Building Measures in Asia (CICA)
- Eurasische Wirtschaftsunion (EAWU)
- Gemeinschaft nicht-anerkannter Staaten
- Gemeinschaft Unabhängiger Staaten (GUS)
- GUAM
- Organisation des Vertrags über kollektive Sicherheit (CSTO)
- Organisation der Turkstaaten (OTS)
- Organisation für wirtschaftliche Zusammenarbeit (ECO)
- Russisch-Belarussische Union
- Schwarzmeer-Wirtschaftskooperation (BSEC)
- Shanghaier Organisation für Zusammenarbeit (SCO)
- TRACECA

#### Transatlantisch
- North Atlantic Treaty Organization (NATO)
- Organisation für Sicherheit und Zusammenarbeit in Europa (OSCE)
- Organisation Iberoamerikanischer Staaten (OEI)
- Südatlantische Zone des Friedens und der Zusammenarbeit (ZPCAS)

#### Mittelmeerraum
- Union für den Mittelmeerraum (UfM)

#### Indischer Ozean
- Indian Ocean Rim Association for Regional Cooperation (IOR-ARC)
- Commission de l’Océan Indien (COI)

#### Arktis
- Arktischer Rat

#### Pazifisch
- Asiatisch-Pazifische Wirtschaftsgemeinschaft (APEC)
- Colombo-Plan
- Forum for India–Pacific Islands Cooperation (FIPIC)
- Melanesian Spearhead Group (MSG)
- Pacific Islands Forum (PIF)
- Pazifische Gemeinschaft (PC)

#### Afrika-Asien
- Arabische Liga
- Asian–African Legal Consultative Organization (AALCO)

## Finanz-, Handels- und Zollorganisationen
- Afrikanische Entwicklungsbank (AfDB/BAD)
- Asiatische Entwicklungsbank (ADB)
- Asiatische Infrastrukturinvestmentbank (AIIB)
- Bank für Internationalen Zahlungsausgleich (BIZ)
- Belgisch-Luxemburgische Wirtschaftsunion (UEBL)
- Black Sea Trade and Development Bank (BSTDB)
- Caribbean Development Bank (CDB)
- Entwicklungsbank des Europarates (CEB)
- Eurasian Development Bank (EDB)
- Europäische Bank für Wiederaufbau und Entwicklung (EBRD)
- Europäische Freihandelsassoziation (EFTA)
- Europäische Investitionsbank (EIB)
- Europäischer Stabilitätsmechanismus (ESM)
- Financial Action Task Force (FATF)
- Interamerikanische Entwicklungsbank (IDB)
- Inter-American Investment Corporation (IDB Invest)
- Internationale Kaffeeorganisation (ICO)
- Internationale Zucker-Organisation (ISO)
- Internationaler Fonds für landwirtschaftliche Entwicklung (IFAD)
- Internationaler Währungsfonds (IMF)
- Islamische Entwicklungsbank (IDB)
- New Development Bank (NDB)
- Nordic Investment Bank (NIB)
- Organisation der arabischen Erdöl exportierenden Staaten (OAPEC)
- Organisation erdölexportierender Länder (OPEC)
- Organisation für wirtschaftliche Zusammenarbeit und Entwicklung (OECD)
- Westafrikanische Entwicklungsbank (BOAD)
- Westafrikanische Wirtschafts- und Währungsunion (UEMOA)
- Weltbankgruppe
  - Internationale Bank für Wiederaufbau und Entwicklung (IBRD; die Weltbank im engeren Sinn)
  - Internationale Entwicklungsorganisation  (IDA)
  - Internationale Finanz-Corporation (IFC)
  - Multilaterale Investitions-Garantie-Agentur (MIGA)
  - Internationales Zentrum für die Beilegung von Investitionsstreitigkeiten (ICSID)
- Welthandelsorganisation (WTO)
- Weltzollorganisation (WCO)
- Zentralamerikanische Bank für Wirtschaftsintegration (BCIE)
- Zollunion des Südlichen Afrika (SACU)

## Fischerei und Landwirtschaft
- Asia-Pacific Fishery Commission (APFIC)
- Commission for the Conservation of Antarctic Marine Living Resources (CCAMLR)
- Consultative Group on International Agricultural Research (CGIAR)
- Ernährungs- und Landwirtschaftsorganisation (FAO)
- Great Lakes Fishery Commission (GLFC)
- Indian Ocean Tuna Commission (IOTC)
- Inter-American Tropical Tuna Commission (IATTC)
- International Commission for the Conservation of Atlantic Tunas (ICCAT)
- International Pacific Halibut Commission (IPHC)
- International Whaling Commission (IWC)
- North-East Atlantic Fisheries Commission (NEAFC)
- Northwest Atlantic Fisheries Organization (NAFO)
- North Atlantic Salmon Conservation Organization (NASCO)
- Pacific Salmon Commission (PSC)
- Southeast Asian Fisheries Development Center (SEAFDEC)
- Western and Central Pacific Fisheries Commission (WCPFC)

## Maritime Organisationen
- Antarctic Treaty Secretariat (ATS)
- International Hydrographic Organization (IHO)
- Internationale Meeresbodenbehörde (ISA)
- Internationaler Rat für Meeresforschung (ICES)
- Internationale Seeschifffahrtsorganisation (IMO)
- Mediterranean Science Commission (CIESM)
- North Pacific Marine Science Organization (PICES)
- United Nations-Oceans (UN-Oceans)

## Kulturelle, ethnische, sprachliche und religiöse Organisationen
- Arabische Liga
- Commonwealth of Nations
- Gemeinschaft der Portugiesischsprachigen Länder (CPLP)
- Interparliamentary Assembly on Orthodoxy (IAO)
- Internationale Organisation für türkische Kultur (Türksoy)
- Internationale Studienzentrale für die Erhaltung und Restaurierung von Kulturgut (ICCROM)
- Nederlandse Taalunie
- Organisation der Turkstaaten (OTS)
- Organisation für Islamische Zusammenarbeit (OIC)
- Organisation internationale de la Francophonie (OIF)
- Treffen der Staatsoberhäupter der deutschsprachigen Länder
- UNESCO

## Bildungsorganisationen
- Asian Institute of Technology (AIT)
- Cerlalc
- Commonwealth of Learning (COL)
- Europäisches Hochschulinstitut (EUI)
- Europäische Rechtsakademie (ERA)
- European Schools
- Internationale Anti-Korruptionsakademie (IACA)
- International Bureau of Education (Teil von UNESCO)
- International Institute for the Unification of Private Law (UNIDROIT)
- Model United Nations (MUN)
- United Nations University (UNU)
- Universität für den Frieden (UPEACE)
- Southeast Asia Ministers of Education Organization (SAMEO)
- World Maritime University (WMU/IMO)

## Strafverfolgung
- Büro der Vereinten Nationen für Drogen- und Verbrechensbekämpfung (UNDRR)
- Internationaler Gerichtshof (ICC)
- Internationaler Seegerichtshof (ITLOS)
- Interpol
- Ständiger Schiedshof (PCA)

## Verkehr und Transport
- Europäische Organisation zur Sicherung der Luftfahrt (EUROCONTROL)
- Internationale Zivilluftfahrtorganisation (ICAO)
- Neue Seidenstraße (Belt and Road Initiative, BRI)
- Organisation für die Zusammenarbeit der Eisenbahnen (OSShD)
- Southeast Europe Transport Community
- TRACECA
- Weltverkehrsforum (ITF)
- Zwischenstaatliche Organisation für den internationalen Eisenbahnverkehr (OTIF)

## Energie
- Energy Community
- Europäische Atomgemeinschaft (Euratom)
- Internationale Atomenergie-Organisation (IAEO)
- Internationale Energieagentur (IEA)
- International Energy Forum (IEF)
- Internationale Organisation für erneuerbare Energien (IRENA)
- International Solar Alliance (ISA)
- Korean Peninsula Energy Development Organization (KEDO)
- Lateinamerikanische Energieorganisation (OLADE)
- Nuclear Energy Agency (Teil der OECD)
- World Association of Nuclear Operators (WANO)

## Umweltorganisationen
- Agreement on the Conservation of Albatrosses and Petrels (ACAP)
- Central African Forest Commission
- Congo Basin Forest Partnership
- Global Environment Facility (GEF)
- Global Green Growth Institute (GGGI)
- Intergovernmental Panel on Climate Change (IPCC)
- International Union for Conservation of Nature (IUCN)
- Pacific Regional Environment Programme (SPREP)
- Partnerships in Environmental Management for the Seas of East Asia (PEMSEA)
- Umweltprogramm der Vereinten Nationen (UNEP)

## Politische und ideologische Organisationen
- Alliance of Small Island States (AOSIS)
- Bewegung der Blockfreien Staaten
- BRICS
- Bolivarianische Allianz für Amerika (ALBA)
- G7
- G15
- G20
- G24
- G33
- G77
- Gemeinschaft für demokratische Wahl (CDC)
- International Development Law Organization (IDLO)
- International Institute for Democracy and Electoral Assistance (IDEA)
- Organisation Afrikanischer, Karibischer und Pazifischer Staaten (OACPS)
- Organisation für wirtschaftliche Zusammenarbeit und Entwicklung (OECD)
- Quadrilateral Security Dialogue (QUAD)

## Militärische Bündnisse
- Allianz der Sahelstaaten
- ANZUS-Abkommes
- AUKUS
- North Atlantic Treaty Organization (NATO)
- Organisation des Vertrags über kollektive Sicherheit (CSTO)
- Rio-Pakt
- Zentraleuropäische Verteidigungskooperation

## Waffenkontrollorganisationen
- Australische Gruppe
- Conference on Disarmament (UNCD)
- Missile Technology Control Regime (MTCR)
- Nuclear Suppliers Group (NSG)
- Organisation des Vertrages über das umfassende Verbot von Nuklearversuchen (CTBTO)
- Organisation für das Verbot chemischer Waffen (OPCW)
- Wassenaar-Abkommen

## Sonstige Organisationen
- COSPAS-SARSAT
- International Center for Promotion of Enterprises (ICPE)
- International Civil Defence Organisation (ICDO)
- Internationale Organisation für das gesetzliche Messwesen (OIML)
- Internationale Organisation für Normung (ISO)
- Internationales Büro für Maß und Gewicht (BIPM)
- Weltorganisation für Tiergesundheit (WOAH)
- The Digital 9

## Vereinte Nationen (UNO) und ihre Organe und Organisationen

UN-Mitgliedsstaaten

Die UNO hat sechs Hauptorganisationen:
- Die Generalversammlung der Vereinten Nationen (die wichtigste beratende Versammlung);
- Der Sicherheitsrat der Vereinten Nationen (beschließt bestimmte Resolutionen für Frieden und Sicherheit);
- Der Wirtschafts- und Sozialrat der Vereinten Nationen (unterstützt die Förderung der internationalen wirtschaftlichen und sozialen Zusammenarbeit und Entwicklung);
- Das Sekretariat der Vereinten Nationen (Verwaltungsorgan, welches die anderen UN-Organe organisatorisch unterstützt);
- Der Internationale Gerichtshof (das wichtigste Rechtsprechungsorgan).
- Der Treuhandrat der Vereinten Nationen (nicht aktiv)

Zur UNO gehören auch verschiedene Fonds, Programme und Sonderorganisationen:
- Büro der Vereinten Nationen für Abrüstungsfragen (UNODA)
- Büro der Vereinten Nationen für Drogen- und Verbrechensbekämpfung (UNDRR)
- Büro der Vereinten Nationen für die Verringerung des Katastrophenrisikos (UNISDR)
- Büro der Vereinten Nationen für Weltraumfragen (UNOOSA)
- Einheit der Vereinten Nationen für Gleichstellung und Ermächtigung der Frauen (UN Women)
- Ernährungs- und Landwirtschaftsorganisation (FAO)
- Entwicklungsprogramm der Vereinten Nationen (UNDP)
- Gemeinsames Programm der Vereinten Nationen für HIV/Aids (UNAIDS)
- Hilfswerk der Vereinten Nationen für Palästina-Flüchtlinge im Nahen Osten (UNRWA)
- Kapitalentwicklungsfonds der Vereinten Nationen (UNCDF)
- Kinderhilfswerk der Vereinten Nationen (UNICEF)
- Menschenrechtsrat der Vereinten Nationen (UNHRC)
- Internationale Arbeitsorganisation (ILO)
- Internationale Fernmeldeunion (ITU)
- Internationale Seeschifffahrtsorganisation (IMO)
- Internationale Organisation für Migration (IOM)
- Internationale Zivilluftfahrtorganisation (ICAO)
- Internationales Handelszentrum (ITC)
- Internationaler Währungsfonds (IMF)
- Organisation der Vereinten Nationen für Erziehung, Wissenschaft und Kultur (UNESCO)
- Organisation der Vereinten Nationen für industrielle Entwicklung (UNIDO)
- Programm der Vereinten Nationen für menschliche Siedlungen (UN-HABITAT)
- Umweltprogramm der Vereinten Nationen (UNEP)
- United Nations-Oceans (UN-Oceans)
- Weltbankgruppe
  - Internationale Bank für Wiederaufbau und Entwicklung (IBRD; die Weltbank im engeren Sinn)
  - Internationale Entwicklungsorganisation  (IDA)
  - Internationale Finanz-Corporation (IFC)
  - Multilaterale Investitions-Garantie-Agentur (MIGA)
  - Internationales Zentrum für die Beilegung von Investitionsstreitigkeiten (ICSID)
- Weltgesundheitsorganisation (WHO)
- Weltorganisation für geistiges Eigentum (WIPO)
- Welternährungsprogramm der Vereinten Nationen (WFP)
- Weltorganisation für Meteorologie (WMO)
- Weltorganisation für Tourismus (UNWTO)
- Weltpostverein (UPU)

## Aufgelöste zwischenstaatliche Organisationen
Folgende bedeutende zwischenstaatliche Organisationen gibt es nicht mehr:
- Attischer Seebund (Antike)
- Peloponnesischer Bund (Antike)
- Korinthischer Bund (Antike)
- Protestantische Union (1608–1621)
- Katholische Liga (1609–1635)
- Europäische Donaukommission (1856–1948)
- Völkerbund (1920–1946)
- Französische Union (1946–1958)
- Internationale Ruhrbehörde (1949–1952)
- Rat für gegenseitige Wirtschaftshilfe (1949–1991)
- Lateinische Union (1954–2012)
- Southeast Asia Treaty Organization (1954–1977)
- Central Treaty Organization (1955–1979)
- Warschauer Pakt (1955–1991)
- Union afrikanischer Staaten (1958–1962)
- Communauté française (1958–1995)
- Afro-Madegassische Union (1965–1985)
- Föderation Arabischer Republiken (1971–1977)